# Izumi Tachibana
Izumi Tachibana (橘いずみ, Tachibana Izumi, née le 11 décembre 1968), renommée Izumi Sakaki (榊 いずみ, Sakaki Izumi, son nom d'épouse) en 2005, est une chanteuse et auteur de J-pop, qui débute en 1992. Elle sort sept albums et une douzaine de singles sous le nom Izumi Tachibana pendant cinq ans jusqu'en 1997. Après une pause, elle revient en 2001 et 2002 avec trois mini-albums. Après une nouvelle pause de cinq ans, elle fait son retour en 2007, ayant changé de nom à la suite de son mariage fin 2005 avec l'acteur Hideo Sakaki, sortant depuis ses disques sous le nom Izumi Sakaki.

## Discographie

### Singles
Izumi Tachibana
- 君なら大丈夫だよ (1992.6.21 SRDL-3482)
- また かけるから (1992.11.21 SRDL-3577)
- 失格 (1993.3.10 SRDL-3620)
- バニラ (1993.9.22 SRDL-3711)
- サルの歌 (1993.11.21 SRDL-3779)
- 永遠のパズル (1994.4.25 SRDL-3832)
- 上海バンドネオン (1994.7.21 SRDL-3889)
- GOLD (1994.11.21 SRDL-3949)
- スパイシー・レッド (1995.2.22 SRDL-3981)
- 真空パック嬢 (1995.9.1 SRDL-4085)
- アマリリス (1996.2.21 SRDL-4168)
- WINDOW (1997.4.21 SRDL-4351)

### Albums
Izumi Tachibana
- 君なら大丈夫だよ (1992.6.21 SRCL-2423)
- どんなに打ちのめされても (1993.4.1 SRCL-2583)
- 太陽が見てるから (1994.1.12 SRCL-2811)
- こぼれおちるもの (1994.6.22 SRCL-2924)
- 十字架とコイン (1995.2.22 SRCL-3133)
- ごらん、あれがオリオン座だよ (1996.3.21 SRCL-3479)
- TOUGH (1997.5.21 SRCL-3939)
- bellybutton (2001.9.27 PSCR-5994) (mini Album)
- Super Sunny Day (2002.3.6 PSCR-6031) (mini Album)
- 深色 (2002.7.31 PSCR-6060) (mini Album)

Compilations
- GOLDEN☆BEST (2002.6.19 MHCL-132)

Izumi Sakaki
- Family Tree (2007.4.25 RDCA-1006)
- Wonderful Life (2009.04.04　CRS-002) (Live)

### Vidéos
Izumi Tachibana
- 灰とダイヤモンド～CONCERT TOUR "SUNSHINE1993-1994" (1994.12.1 SRVM-422)
- 真空パック症 Vacuum Pack Syndrome～Izumi "26" (1995.11.22 SRVM-487)
- 真空パック症 Vacuum Pack Syndrome～Izumi "27" (1996.12.1 SRVM-557)
- 真空パック症 Vacuum Pack Syndrome～Izumi "28" (1997.12.1 SRVM-5606)